# Proposición 14 (California)
La Proposición 14 de California fue un referéndum de 1964 en las elecciones estatales de California, Estados Unidos, que modificó la constitución estatal y anuló el Acta de Vivienda Justa de Rumford, que garantizaba la no-discriminación en la compra o renta de propiedades. Esta proposición fue declarada inconstitucional por la Corte Suprema de California en 1966, decisión afirmada por la Corte Suprema Nacional en 1967 en el caso conocido como «Reitman Vs. Mulkey». 

## Acta de Vivienda Justa de Rumford
El Acta de Vivienda Justa de Rumford fue promulgada por la legislación de California en un intento por finalizar con la discriminación racial por parte de dueños de propiedades y terratenientes que se negaban a vender o rentar sus inmuebles a personas debido a su condición étnica. El principal promotor fue William Byron Rumford, el primer afroamericano del norte de California en servir en la legislatura, y el acta especificó que no se podía negar la vivienda por razones étnicas, religiosas, de género, de estatus social, discapacidad física o estado familiar.

## Proposición 14
En 1964, la Asociación de Bienes Raíces de California promovió una iniciativa para contrarrestar los efectos del Acta.
La iniciativa, numerada como Proposición 14 al ser certificada por el padrón, consistía en agregar una enmienda en la constitución de California. Dicha enmienda dictaba, en parte, lo siguiente:

Ni el Estado ni ninguna subdivisión o agencia puede negar, limitar o dificultar, directa o indirectamente, el derecho a cualquier persona con el deseo o intención de vender, liberar o rentar una parte o la totalidad de toda su propiedad inmobiliaria, a vender, liberar o rentar dicha propiedad a cualquier persona o personas a las que él, a su absoluta discreción, elija.

En líneas generales, la enmienda intentaba re-legalizar la discriminación por parte de los terratenientes y los dueños de propiedades. 
La proposición ganó el apoyo de muchos grandes grupos conservadores, incluyendo la Sociedad John Birch y la Asamblea Republicana de California. Tras ganarse dicho apoyo la popularidad de la proposición fue en aumento, llegando a ganarse cerca de un millón de firmas, más del doble de las requeridas. En las elecciones estatales de 1964 la iniciativa reunió el 65% del voto mayoritario.

## Inconstitucionalidad
Tan pronto como la iniciativa fue aceptada, el gobierno federal cortó todos los fondos para vivienda con destino a California. La proposición fue citada incluso como una de las causas de los disturbios de Watts de 1965.
Sin dichos fondos federales y con el apoyo del gobernador Pat Brown, la constitucionalidad de la medida fue puesta en duda rápidamente. En 1966, la Suprema Corte de California no consideró que la proposición fuera ilegal debido a que violaba ciertas provisiones de la Constitución estatal; sino que se reafirmó en que dicha proposición violaba la cláusula de igual protección de la 14° enmienda de la Constitución Nacional. La postura del gobernador Brown fue controversial; después, en 1966, fue derrotado en sus reelecciones por Ronald Reagan. Reagan apoyó la Proposición 14 basándose en su visión personal de los derechos de propiedad, alegando que el Acta Rumford fue un intento de «darle un derecho a un segmento de nuestra población a expensas de los derechos básicos de todos nuestros ciudadanos».
De todas formas, el caso continuó. La Suprema Corte de los Estados Unidos reafirmó la decisión de la Suprema Corte estatal en «Reitman Vs. Mulkey» (1967), y finalmente la proposición fue rechazada por la Proposición 7 en las elecciones de noviembre de 1974.

## Nota
1. ↑  <Traducción libre. Original (en inglés):

Neither the State nor any subdivision or agency thereof shall deny, limit or abridge, directly or indirectly, the right of any person, who is willing or desires to sell, lease or rent any part or all of his real property, to decline to sell, lease or rent such property to such person or persons as he, in his absolute discretion, chooses.

>